# 电池箱
电池箱，為可以容纳一个或多个电池，以提供直流電源的部件。玩具中使用的电池从尺寸来说，主要有钮扣电池、AA电池（5号电池）、AAA电池（7号电池）、SIZE C电池（3号电池）、SIZE D电池（1号电池），当然还有一些特别的电池如9号电池等。
电池箱标准技术要求：
- 结构能保证极性正确，反装不能导通。
- 不能被直径为0.5mm，长度至少25mm直钢针桥接。
- 电池箱应有以下标志：成比例的电池形状、电压、极性、电池规格。
- 对可更换电池的电池玩具，如何取出和装入电池可以图示方式说明。